# Champ composé
En héraldique, on donne parfois le nom de champ composé à un champ (d'écu, de partition ou de charge) rempli par répétition de petits meubles.
On y trouve deux formes principalement : le semé et le pavage.

## Semé

Famille de Simiane : « D'or semé alterné de tours et de fleurs de lys d'azur »

Un petit meuble est répété en grand nombre sur le champ. Ce nombre est indéfini, cette non-définition étant marquée par le fait que les meubles semés sont dessinés incomplets près des bords, semblant continuer au-delà des limites, ou disparaissant sous d'autres charges brochant sur eux.
Champ et meubles semés obéissent à la règle de contrariété des couleurs.
Très rarement, le semé utilise en alternance deux petits meubles (blason de la famille Simiane ci-contre).
Les semés se blasonnent généralement ainsi :
- de <couleur-A> semé de <meuble> de <couleur-B>
- (parfois) de <couleur-A> aux <meubles> de <couleur-B> sans nombre
- (anciennement) semé de <meubles> de <couleur-B> sur champ de <couleur-A>

## Pavage

Il n’y a pas de nom générique prévu pour blasonner un pavage original comme celui des lézards de Maurits Cornelis Escher.

Un pavage est réalisé quand la répétition couvre le champ entier, le champ lui-même n’est plus visible ; on peut même concevoir que c’est l'ensemble des meubles répétés qui constitue le champ. Plusieurs cas se présentent :
- Le même meuble se répète en utilisant alternativement deux couleurs différentes, parfois tête-bêche si la forme le nécessite. Les pavages constituent des figures fixes répertoriées comme l’échiqueté, le losangé, etc. qui sont des exemples de pavage de meubles géométriques simples.
- Le même meuble se répète dans la même couleur, et alors il faut un filet séparateur d'une couleur différente. C’est le cas du maçonné ou du papelonné. Le meuble devient le champ, et le filet caractérise le pavage : de <couleur> maçonné (ou papelonné) de <couleur>.

Les pavages étant plus des juxtapositions de formes que des superpositions, ils s’envisagent plutôt comme des partitions, et en ce sens n'ont pas à suivre la règle de contrariété des couleurs.
Plus rarement deux meubles différents de formes complémentaires et de couleurs différentes forment le pavage. Exemple cercle (besant ou tourteau) et forme en « as de carreau ». Dans ce cas on considère qu’une forme constitue le champ et que l’autre est semée « aboutée », mais il s’agit alors bel et bien d’un semé, à envisager comme tel.

## Fourrures et champs composés
Il est tentant de considérer les fourrures comme des champs composés, et il est vrai que l'analogie est forte. Dans les deux cas, en effet, le rendu graphique consistera à répéter sur un champ une petite figure, en nombre indéterminé disposé en réseau régulier.
Toutefois, si l'analogie est grande entre d'hermine plain et d'azur semé de fleur de lys d'or sur le plan du traitement graphique, l'origine différente se traduit nettement dans le blasonnement : il serait très incorrect de blasonner un blason d'hermine d'argent semé de mouchetures d'hermine de sable. Pour une fourrure, c'est le champ qui est une primitive héraldique, et le meuble que l'on y voit semé ou pavé n'est défini qu'en fonction de ce champ préexistant : c'est l'hermine qui permet de définir la moucheture d'hermine, et le vair qui définit la clochette de vair (laquelle n'a d'ailleurs pas d'existence autonome). Inversement dans un semé, la répétition est une construction héraldique : c'est la fleur de lys, meuble indépendant, qui fait le semé.
L'analogie est la plus forte dans l'application de la règle de contrariété des couleurs où les champs composés se comportent comme des fourrures pour les charges qui les recouvrent. Toutefois le blasonnement est un peu différent, là où une fourrure est simplement chargée, il faudra spécifier « brochant » pour charger un champ composé.
- de <fourrure> à une <charge> de <couleur>
- de <champ composé>, une <charge> de <couleur> brochant sur le tout.

## Vocabulaire des champs composés
Tire
Les pièces répétées sont normalement posées en pal (c’est-à-dire se présentent dans leur orientation verticale normale), et rangées en fasce (c’est-à-dire par rangées horizontales). La tire correspond à une rangée de motifs répétés dans le sens horizontal.
Une surface semée est normalement couverte par six tires, ou à peu près. Quand le nombre de tires est manifestement différent, il est parfois blasonné : «vairé de quatre tires»
Dans le sens vertical, chaque tire est normalement décalée d'un demi motif, pour que le motif apparaisse globalement posé en quinconce. Dans le cas contraire, les motifs sont alignés verticalement, et le motif est dit «en pal».
Entre semé
Qualifie les partitions présentant des intervalles réguliers qui sont de plus semée d'un meuble à raison d'un par intervalle.

## Motifs semés
« Semé » se dit d'un fond quand il est chargé d'une pièce répétée en nombre indéterminé. Quelques pièces doivent être figurées se perdant dans les bords de l'écu, pour marquer que la répétition n'est pas limitée et que leur nombre est indifférent.
Les motifs sont disposées en quinconce, sauf lorsque le semé est un semé en pal, auquel cas elles sont disposées sur une grille rectangulaire.
Le nom du semé se compose traditionnellement du nom de la pièce, mis au participe passé (besanté pour le besant, castelé pour le château, fleurdelisé pour la fleur de lys…). Cette construction n'est plus naturelle dans le français courant actuel, et il vaut mieux à ce titre dire, de manière équivalente, semé de "telle ou telle pièce".

### Semé abouté

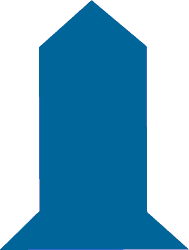
Clochette de vair

Bavière : fuselé en bande d'azur et d'argent.

Quand la nature géométrique de la pièce s'y prête, les figures géométriques semées peuvent se toucher par la pointe, et donc être aboutées. Elles dessinent ainsi un motif répétitif, qui alterne avec des contre figures du champ.
Ce type de motif peut être réalisé avec des pièces simples, à partir du moment où elles ont trois ou quatre pointes, par lesquelles elles peuvent s'abouter en réseau : fusées, carreaux, triangles, losanges, macles et rustres, … Suivant la manière dont les pointes se présentent, le réseau s'ordonne en quinconce ou en réseau rectangulaire.
Le vair peut être décrit comme d'argent semé abouté de cloches de vair d'azur (voir les fourrures héraldiques), car la figure semée est en principe la cloche (non le pot). On peut également le décrire comme d'azur semé abouté de pots de vair d'argent. Le fuselé est un semé abouté de fusées, et l'échiqueté est un semé abouté de carreaux.
Quand l'orientation n'est pas à plomb, les pièces et les tires basculent en même temps. Le motif est dit « en bande » ou « en barre » suivant que les motifs sont posés en bande ou une barre, ce qui implique que les tires soient orientées dans l'autre sens : dans le fuselé en bande, les fusées sont posées en bande, mais chaque rang dessine une barre.

### Pavé
Les motifs répétitifs de type pavé sont définis au cas par cas (fretté, papelonné, treillissé, maçonné…).

## Pièces longilignes composées
La répétition du motif peut ne comprendre qu'une tire, dans le cas des pièces longilignes (bande, bordure, …). Les deux principaux motifs de ce type sont le componé et l'endenté.
Componé
Pièce longiligne (principalement bordure, mais aussi croix, …) divisée en quadrilatères (compons) égaux de couleurs alternées. D’azur semé de fleurs de lys d’or, à la bordure componée d’argent et de gueules, qui est de Touraine.
De très nombreux blasons de provinces et villes espagnoles, parmi lesquels Cordoue, Jaen, Melilla, Murcie ; portent une bordure componnée de Castille (de gueules à un château d’or) et de Léon (d'argent à un lion de gueules).
Endenté
Couvert de triangles de couleurs alternées, en dents de scie. "D’azur à trois fleurs de lys d’or, à la bordure endentée de gueules et d’or, qui est du duché de Ferrare" (Le port du blason de France a été concédé à Ferrare par Charles VII en 1431).

## Nom de quelques fonds semés spécifiques
Besanté
Semé de besants, c’est-à-dire de disques de métal sur un champ d'émail. Dans le cas inverse, on dit tourtelé (de tourteau, disque d'émail).
Billeté

Champ semé de billettes, c’est-à-dire de petits rectangles verticaux. D'azur billeté d'or, au lion couronné du même armé et lampassé de gueules, qui est de Franche-Comté.
Castelé, Châtelé
Semé de petits châteaux fortement stylisés et simplifiés en petites tours.
Fleurdelisé
Pourrait signifier: Semé de fleurs de lys. Or l'usage réserve ce terme aux meubles comportant des fleurs de lis: croix, trécheur etc.
Goutté
Semé de gouttes. D’argent goutté de gueules.
Papelonné
Semé de dentelures en forme d'écailles ou de demi-cercles, bordés d'une couleur différente. On énonce d'abord le fond, puis la bordure : de gueules papelonné d’argent, qui est de Ronquerolles.
Plumé
Champ composé de plumes (rare). Plumé d’argent à un pal d’hermine, qui est de Bregenz.
Tourtelé
Semé de tourteaux, c'est-à-dire de disques d'émail sur un champ de métal. Dans le cas inverse, on dira besanté.

## Nom de quelques fonds pavés spécifiques
| Figure | Blasonnement et commentaires |
| ------ | --- |
|        | Échiqueté Champ alterné résultant de la superposition du palé et du fascé, en principe de six tires verticales. D’azur à une aigle échiquetée d’argent et de gueules.                                               |
|        | Fuselé pavage de fusées d’émaux alternés. Fuselé d’argent et de gueules, qui est de Monaco. On peut trouver des écus fuselés, fuselé en bande, ou en barre. Fuselé en bande d’argent et d’azur, qui est de Bavière. |
|        | Losangé Pavage de losanges Losangé d’or et de gueules, qui est de l’Angoumois. |
|        | Trianglé Pavage de triangles. Trianglé d'argent et de sinople, qui est d'Ehrwald. |